# 萨拉堡
萨拉堡（法語：La Bastide-du-Salat，法語發音：[la bastid dy sala]）是法国阿列日省的一个市镇，属于圣日龙区。

## 地理
萨拉堡（43°3'21"N, 0°59'11"E）面积6.6 平方千米，位于法国奧克西塔尼大區阿列日省，该省份为法国西南部内陆省份，西部和北部与上加龙省接壤，东临奥德省，东南至东比利牛斯省接壤，南与安道尔和西班牙接壤。
与萨拉堡接壤的市镇（或旧市镇、城区）包括：贝查特、拉卡沃、卡斯塔涅德、伊镇、图耶。

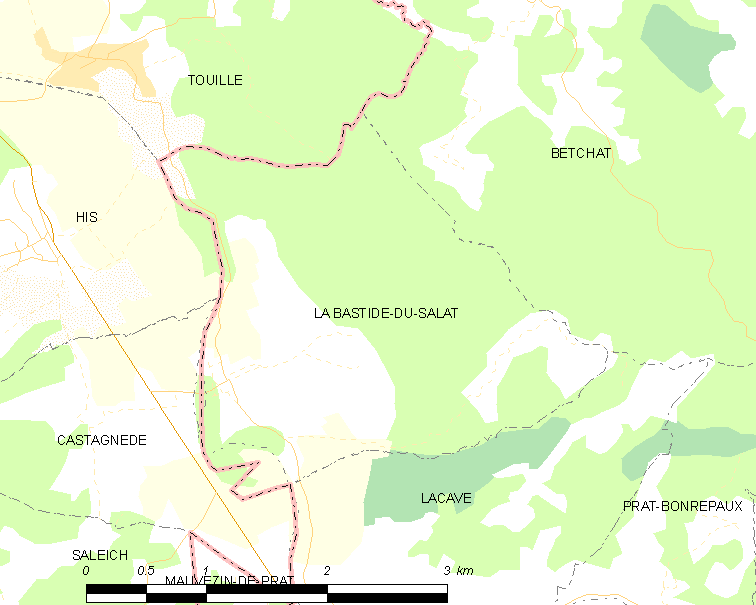
萨拉堡的OSM定位图

萨拉堡的时区为UTC+01:00、UTC+02:00（夏令时）。

## 行政
萨拉堡的邮政编码为09160，INSEE市镇编码为09041。

## 政治
萨拉堡所属的省级选区为库斯朗谷地县。

## 人口

1962-2008年间萨拉堡人口变化图示

萨拉堡于2022年1月1日时的人口数量为202人。